# In fondo al cuore (film 1999)
In fondo al cuore (The Deep End of the Ocean) è un film del 1999, diretto dal regista Ulu Grosbard.

## Trama
Felicemente sposata e madre di tre figli, Beth Cappadora decide di recarsi con tutta la prole nella vicina Chicago per partecipare a una delle consuete feste di ritrovo degli ex compagni di scuola. Tanta eccitazione e tanta confusione regnano nell'atrio dell'albergo, cosicché, assentatasi per un momento per farsi registrare, quando torna indietro Beth ritrova solo il figlio di sette anni Vincent, mentre Ben, tre anni, non c'è più. A niente servono le ricerche subito predisposte dalla polizia: di Ben nessuna traccia. Beth torna a casa, ma la vita, ormai, non può più essere la stessa. Oppressa da un crescente senso di colpa, Beth vive come in catalessi, incapace di dare qualche segnale di reazione. Tra lei e il marito Pat la tensione cresce, e a niente serve che lui sia impegnato in un'iniziativa cui tiene molto: l'apertura di un ristorante/locale da ballo. Anche Vincent, il figlio maggiore, risente molto delle situazioni dolorose venutesi a creare dopo la scomparsa di Ben e, crescendo, diventa un ragazzo cupo e difficile.
Passano nove anni e, quando ormai è subentrata la rassegnazione, un giorno si presenta alla porta di casa Cappadora un bambino che dice di chiamarsi Sam, nel quale Beth crede di riconoscere il figlio scomparso. Il riscontro tra le fotografie di allora e i successivi identikit fatti col passare degli anni rafforza i sospetti; e il confronto delle impronte digitali conferma che si tratta in effetti di Ben. Con l'intervento dell'ispettrice Candy Bliss, Beth e Pat si recano a casa di George, padre di Sam. Questi, informato della situazione, protesta di non essere a conoscenza dei fatti ma rivela che, anni prima, lui aveva sposato una donna, Cecilia, con un bambino piccolo, un po' squilibrata e che poi si era suicidata. Beth riconosce in una fotografia una sua compagna di liceo presente quel giorno nell'albergo: era stata lei a sottrarre Ben, nel quale aveva visto una sublimazione del figlioletto della stessa età morto poco prima.
Ben, ora dodicenne, viene dunque trasferito nella sua famiglia originaria, ma non riesce a integrarsi in quella famiglia che non sente come sua. Per un po' Beth cerca di far cambiare la situazione. Un giorno, ella porta con sé Ben in un cimitero, dove ha intenzione di scattare qualche foto; in auto Beth gli parla di un incendio del 1871 e, davanti a una tomba, lei nota la data di morte, il 1869, due anni prima dell'incendio. Ben/Sam ipotizza una morte per suicidio, come sua madre. Al che Beth gli chiede cosa gli faccia pensare che la "madre" che lo ha cresciuto (Cecilia) si sia suicidata (come aveva confermato George davanti all'ispettrice Candy Bliss). Per Ben/Sam, ci sono cose peggiori della morte, come la stanchezza di vivere; al che Beth gli conferma di volergli bene; lui ne è consapevole, e sa che anche Pat, Carrie e Vincent, anche se quest'ultimo sta passando un momento particolare. Ben/Sam, però, vorrebbe che qualcuno pensasse anche a lui, che racconta di voler bene a papà e di aver voluto bene anche alla donna che lo ha cresciuto (Cecilia), della cui mancanza soffre ancora. Beth si rende conto della sofferenza di suo figlio e che forse avrebbe bisogno di essere abbracciato come facevano i suoi genitori; gli chiede che cosa vorrebbe e lui le risponde che vorrebbe che tornasse tutto come prima, ma poi lei e Pat soffrirebbero e Ben/Sam non vorrebbe che ciò accadesse, per cui vive una forte indecisione.
Una mattina, Pat entra in camera di Sam, ma lui non c'è; sveglia Beth e la avvisa di questo fatto. Suonano alla porta di casa: è George che riporta Sam dai Cappadora, dicendo che era tornato a casa da lui come aveva già fatto in precedenza altre notti, all'insaputa di Pat e di Beth, nonostante Vincent avesse detto a George (mentendo) che loro lo sapevano. Pat chiede a Sam da quanto durasse questa storia e lui gli dice che non dura da molto. George aveva capito che qualcosa non andava, così l'ha riaccompagnato a casa; Pat capisce che l'unico al corrente di questa situazione era Vincent che, di fronte alla situazione, rimane impassibile. Pat rimprovera Sam, che però si giustifica dicendo di non capire perché debba vivere con i Cappadora a cento metri da quella che considera la sua vera famiglia, dalla quale sta tentando da ben tre mesi di tornare. Anche George, che vorrebbe che tornasse a vivere con lui, aveva cercato di spiegargli che la donna che lo aveva cresciuto fece una cosa terribile, anche se Sam crede che lei non sapesse ciò che faceva perché era malata. Pat vuole che rimanga con lui e Beth, e anche George, gli intimano di restare. Sam si arrabbia e dice di non voler tornare più da George, che a questo punto chiede solo che Sam sia felice con i Cappadora.
La situazione sembra precipitare: Beth e Pat hanno uno spiacevole confronto che mette in luce tutta la tensione creatasi tra loro: il marito vorrebbe essere felice e che Beth aiutasse Sam a superare la crisi che sta vivendo, continuando a fargli da madre. Ma per Beth, Sam non si ricorda di loro e Sam non è felice con loro. Ammette le colpe del suo rapimento, ma vuole che Sam sia felice davvero, rimediando alla situazione. L'unico modo per rimediare è ridare Sam al "padre" che lo ha cresciuto, George. Pat non se la sente e allora Beth prende da sola la sofferta decisione di riportarlo da lui. Quella stessa notte, Beth riceve una telefonata dopo che Vincent, mentre lei e suo marito dormivano, era uscito di casa. Vincent, in seguito all'ennesima bravata, è finito in carcere. Pat, Beth e Candy Bliss sono arrivati nel carcere; Candy dà ragione al marito in merito alla questione di Vincent: Beth crede che Vincent la detesti e che per questo lei non riesca a parlarci, ma Candy le fa capire che lui la adora, ma desidera solo che lei lo perdoni per quello che lui ha fatto. Vincent riceve la visita della mamma, che però sembra non essergli gradita. La madre, allora, si limita ad assicurargli che lei e suo marito lo faranno uscire dal carcere. Beth dice a Pat di aver ricevuto una chiamata per andare a prendere Vincent l'indomani e gli chiede di accettare Sam e la famiglia così come sono, sebbene non siano congeniali alla sua immaginazione. Il padre vorrebbe che Vincent capisse di non dover più mettersi nei guai e spererebbe di fargli finire il liceo dopo la scarcerazione. Beth lo rimprovera, però, in merito al suo rapporto con Sam, che, secondo lei, lui non vuole conoscere. Secondo Beth, poi, a Pat bastava prendere le decisioni per tutta la famiglia quando lei era esaurita e ora che ha solo bisogno d'amore, lui sembra non esserci.
In carcere, sorprendentemente, Vincent riceve una visita di Sam, che vorrebbe essergli amico, ma Vincent gli rimprovera il fatto di entrare ed uscire quando vuole da casa Cappadora e arriva a definirlo solo un'idea, cosa da cui, però, Sam si discolpa, rivolendo riallacciare il rapporto tra loro che, dopotutto, rimangono sempre fratelli. A Sam sovviene poi che quando stava con loro, Beth gli aveva fatto vedere una vecchia cassa piena dei propri vestitini di cui ha ricordato solo il profumo di quando, da piccolo, era entrato nella cassa per nascondersi, e ora chiede a Vincent di confermare l'episodio. Sam si ricorda di non essersi spaventato quando era rimasto chiuso al suo interno perché sapeva che Vincent l'avrebbe trovato.
Qualche giorno dopo, quasi a mezzanotte, Sam si presenta col pallone da basket nel giardino di Vincent (uscito dal carcere), Pat e Beth, e invita Vincent a scendere per giocare. Assicuratosi che George sapesse che Sam era lì, Vincent dapprima pensa che giocare fuori a quell'ora di notte possa portarlo a un nuovo arresto, ma poi scende e insieme giocano a basket, svegliando Beth per il frastuono. Vincent gli intima di tornare l'indomani, ma Sam gli dice che quella notte resterà a dormire con lui, a casa. George lo sa e sa anche perché era venuto lì a quell'ora di notte: Sam voleva evitare che ci fossero storie con Vincent, Beth e Pat. Vincent gli chiede se la permanenza sarà per sempre, ma Sam non gli dà una risposta certa: se ci riesce, può anche essere per sempre.
Ora, finalmente, Vincent affronta il senso di colpa dovuto alla responsabilità della scomparsa di suo fratello. Ammette la sua colpa per avergli lasciato la mano dicendogli di andarsene, ma Sam sembra non fargliene una colpa e, anzi, ignora la colpa, ammettendo che tutti, lui stesso incluso, dicono cose del genere. Poi decidono con una partita chi dovrà portar di sopra la valigia di Sam. Si apre in un sorriso sereno; Pat e Beth, vedendo questo e lasciandoli giocare prima di tornare a dormire, dimenticano i rancori e si aprono a un nuovo inizio.